# René Tartara
René Pierre Charles Tartara  (Lilla, Nord, 14 de novembre de 1881– Hải Phòng, Vietnam, 3 de setembre de 1922) va ser un nedador i waterpolista francès que va competir a principis del segle XX.
El 1900 va prendre part en dues proves del programa de natació dels Jocs Olímpics de París. En la prova dels 200 metres per equips va guanyar la medalla de bronze, formant equip amb Louis Martin, Désiré Merchez, Georges Leuillieux i Houben; mentre en els 200 metres lliures quedà eliminat en la ronda preliminar. A més a més, també formà per de l'equip Pupilles de Neptune de Lille #1, un dels quatre equips francesos en la competició de waterpolo